# Ognjan Gerdschikow

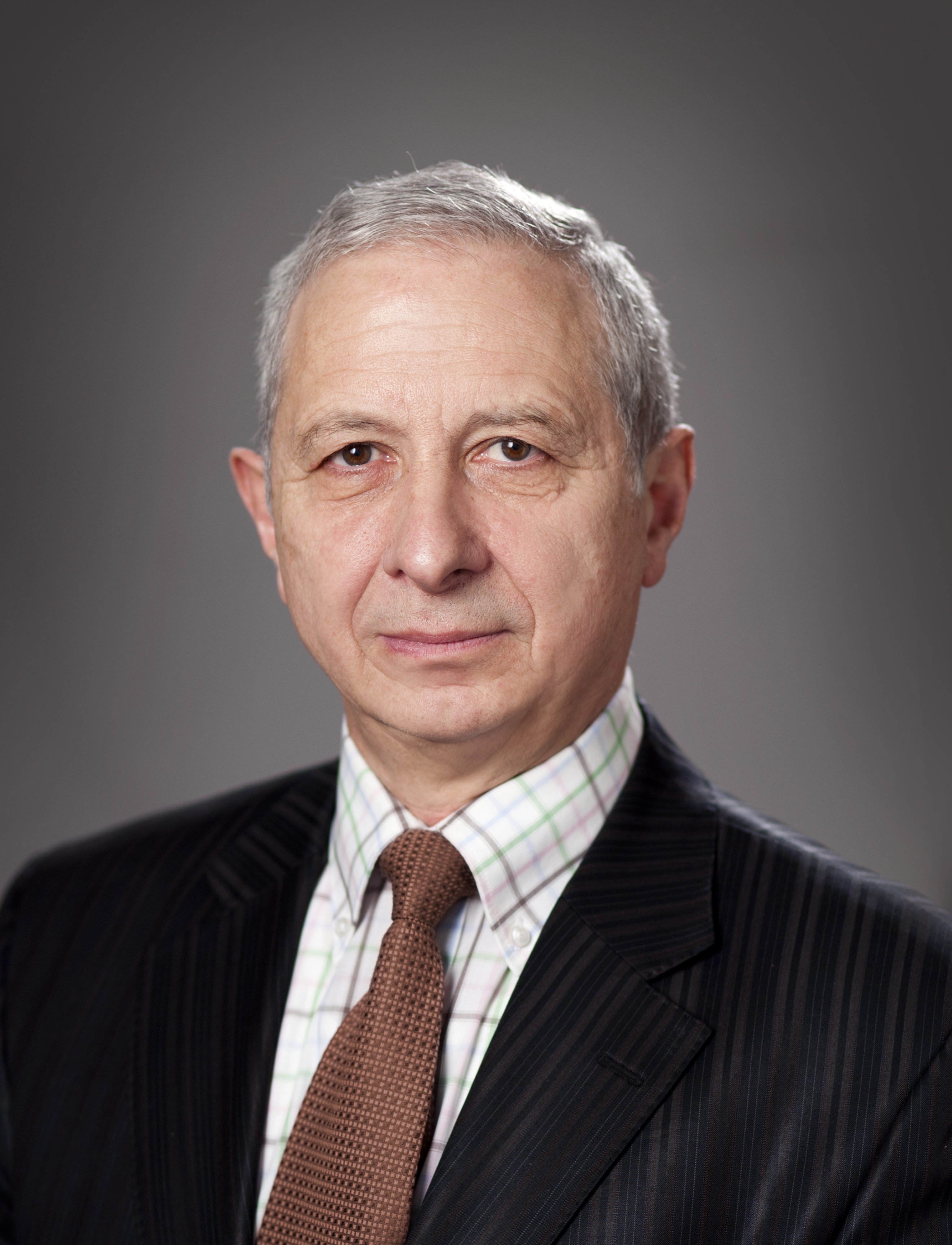
Ognjan Gerdschikow, 2017

Ognjan Gerdschikow (bulgarisch Огнян Герджиков; * 19. März 1946 in Sofia) ist ein bulgarischer Jurist und Politiker (NDSW).
Gerdschikow studierte an der Universität Sofia. Von 2001 bis 2005 war er Präsident der Nationalversammlung. Am 27. Januar 2017 wurde er, als Nachfolger des zurückgetretenen Bojko Borissow, bis zu den geplanten Neuwahlen am 26. März 2017 zum Interims-Regierungschef ernannt. Am 4. Mai 2017 wurde Borissow erneut zum Ministerpräsidenten des Landes gewählt.